# イワン・レオニドフ
イワン・イリイチ・レオニドフ(ロシア語: Иван Ильич Леонидов, ラテン文字転写: Ivan Ilich Leonidov, 1902年2月9日 - 1959年11月6日）は、ソ連の建築家、都市計画家。モスクワにあったソ連の高等芸術学校ヴフテマス出身。
1927年、抽象的な立体幾何学図形のみで構成された卒業制作の「レーニン研究所」で才能を注目され、卒業後に母校教員として採用される。
こうして1927年から1930年まで、ウヴデマス建築学部で教鞭をとることとなるほか、ソ連重工業省の大規模プロジェクトに長くかかわっていた。
しかし1930年代後半からは、ロシア構成主義的な建築はスターリン主義体制の批判と抑圧に遭ったこともあり、そのためか生涯一度も自作の建築を建てることがなかった。第二次世界大戦後も展覧会のインスタレーションなど晩年まで不遇で実作の機会を得られず、アルコール依存症となり、その結果事故に遭遇し夭逝する。が、「レーニン研究所」や「重工業省ビル」コンペ案、「マグニトゴルスク都市計画」などの計画案は、後世に大きな影響を与えている。ル・コルビュジエがとりわけ高く評価し、カール･モーザーにあてた手紙にわざわざ括弧つきで「傑出している」と書き、レム・コールハースが傾倒した建築家としても知られる。

## 初期の人生
レオニドフは1902年2月9日、 時計職人の息子としてトヴェリ州の州から離されたスタリツキー・ライオン(Vlasikha Staritsky)地区の村で生まれる。
森林管理者である農夫の息子で、農場で育ち、4年制農村学校を卒業してからしばらくの間、後にペトログラードの造船所で季節労働者として働きながら村の宗教画家に弟子入りしていた。その後聖像画家がレオニドフの絵の技量に気づき、画家見習いになる。

## キャリア
1919年、レオニドフはトヴェルのスヴォマレスフリーアートスタジオで絵を学ぶ。1921年に絵画を続けるためにモスクワへ赴き絵画学美術工房に進んだ。
1922年から27年まで、ヴェスニン兄弟の三男アレクサンドル・ヴェスニンの指導の下、ヴフテマスで学んだ。ヴフデマス入学当初は絵画の学科生であったが、自分の興味が絵画から建築に変わっていた。こうして建築の学科に転科し、1924年創設のアレクサンドルのスタジオに入る。
1925年から1926年にかけて農村家屋改善、イヴァノヴォの住宅「Gostekstiltrest」やミンスクのベラルーシ国立大学の建設、500人から1000人規模の標準的ワーキングクラブの設計競技といったプロジェクトを任される。1926年に彼はジャーナル「近代建築」（CA）を刊行し自分のプロジェクトを公開し始めた。
1927年にモスクワを建設地にしたレーニン研究所と図書館の卒業制作をもって卒業。この架空のディプロマプロジェクトは彼に国際的な認知をもたらした。このスキームはモスクワの現代建築展で顕著に展示され、OSAグループの雑誌『Sovremennaya arkhitektura』にも掲載。その後1928年から30年の間にヴフテマスで教鞭をとる機会を得た。1927年から1930年の間は建築家として最も有益で創造的な活動時期で、彼は近代建築家協会（OCA、オサ）の活動に積極的に参加し、議論を行い、その後多くの競技プロジェクトに取り組む活動を1928年から開始。
1929年にはサント・ドミンゴのクリストファー・コロンブス記念碑デザインの設計競技にも参加。
1929年から1930年にかけて、ロシア国内で建築家イワン・レオニドフの作品は急激に批判を受けた。1930年の文化宮殿計画案がスターリン主義の先駆グループである「ヴォブラ」から攻撃批判を受け、雑誌「Art to the masses」（No. 12、1930）には、建築家が壊滅したとして非難された記事「Leonidovshchina and her harm」が掲載された。アルカディ・モルドヴィノフのような批評家は、不適切な議論でレオニドフを「紙の上の夢見る者」として説明した。1930年からは雑誌へ多量掲載し、美術エッセイとしでLeonidismusとその危険性を強調しサボタージュ非難した。批評への答えは、レオニドフが編集委員会を率いたModern Architecture（No. 5、1930）誌に掲載。しかしながらジャーナルは閉鎖され、レオニドフは教職を辞任しヴフテマスを離れることを余儀なくされた。
1931年、彼は州立設計研究所（ギプロゴール、Giprogor）に入り、6ヶ月間、イガルカでの建設仕事のため当地に出発。帰郷後、彼はかつての教え子らと一緒にモスクワの再建のためのプロジェクト提案書を作成。1932年から1933年にモスソーベ・Mosprojectワークショップの1つに関わる。こうして1931年から33年にかけては専らギプロゴールとモスソーベを中心に活動。1934年、重工業人民委員会の仕事でモイセイ・ギンズブルグのスタジオに入社。モスクワ赤の広場に重工業委員会の建設のための設計競技に参加。1934年から41年にかけては彼はモイセイ・ギンスブルクの工房内で創造的なチームを率いていく。
1941年に彼は軍隊に召集。正面ではエンジニア大隊の一員として、ボロネジ付近の防御戦に参加。1943年、被災し軍隊から解放された。
戦後、彼は展覧会での発表だけを余儀なくされた。Gregory Revzin著『ボリビアへ行く途中』（Project Classics、2006. ISBN 9785942823917.171）によると飲酒におぼれてまた戦争の恐怖に触発された建築家は、主なテーマが人々の幸福である太陽の街のプロジェクトに取り組んでいく。
モスクワの有名な百貨店Voentorgに関するプレミアムクラス記事 Lenta.ru によると、レオニドフはその後Voentorgの階段で急性心不全を発症し1959年11月6日に死亡した。彼は「初心者」サナトリウム駅周辺の村Firsanovskayaの墓地に埋葬された。立方体の形をした墓石に「建築家イワン・レオニドフ」と名を刻まれている。
レオニドフの唯一の現存のデザイン作は、1938年に竣工したキスロボッスクの階段である。
2007年、「Unacittàpossibile展：Ivan Leonidovによる建築、1926-1934」がミラノ・トリエンナーレで催された。2010年ウィーン建築リングタワーでの展示シリーズ「Leonidov」は1926年から1934年までのロシア構成主義が網羅された展示会であった。

## 代表作品

### 実現された作品

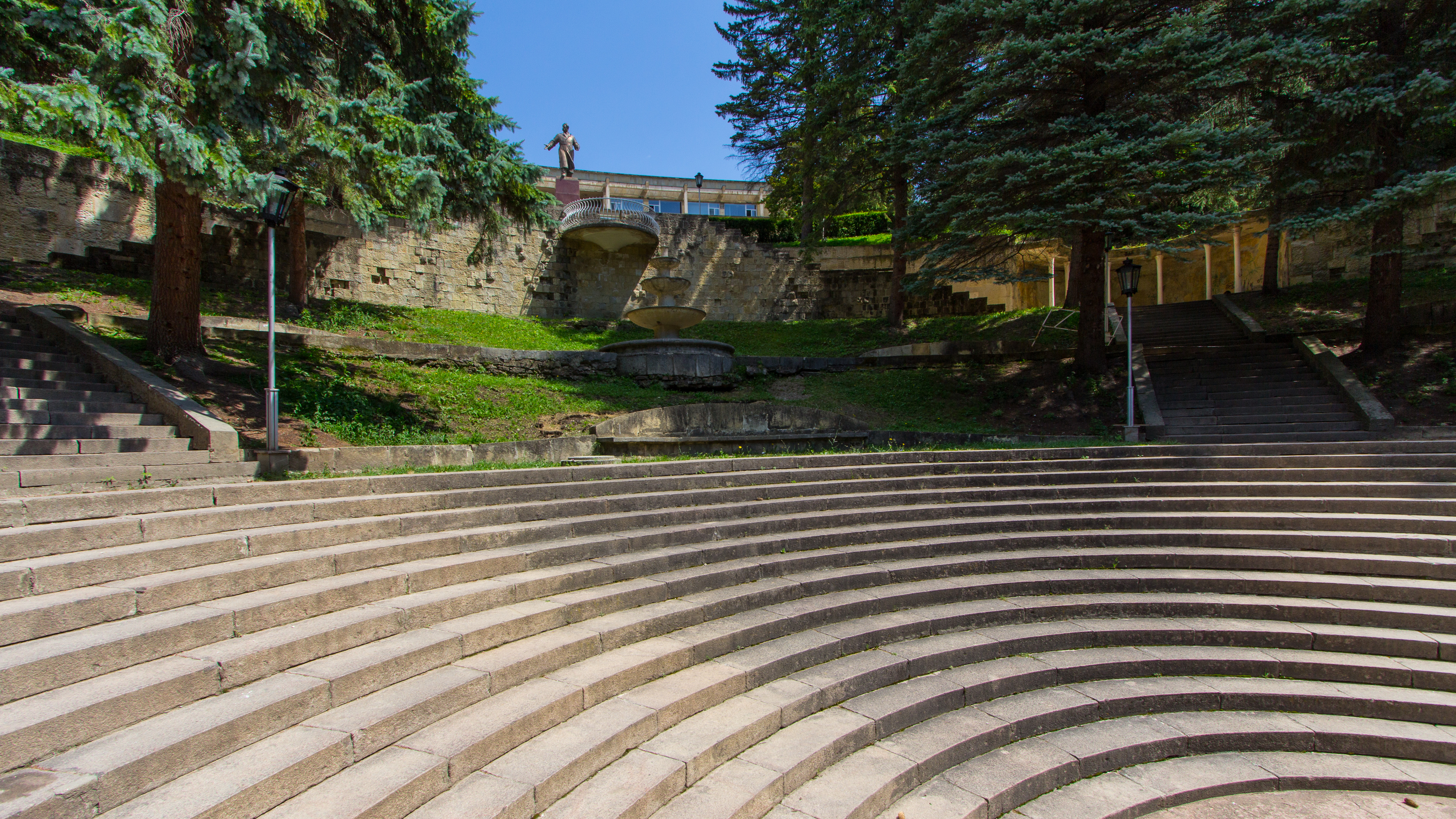
1937〜38年：キスロボッスク・ナルコムティアシュフロム・サナトリウムの階段

- キスロボッスクのサノトリアムアパートの内装（現存せず）
- モスクワの共産学院の作業室の内部（現存せず）
- Schaigrusiya サナトリウムの内部（現存せず）
- モスクワのパイオニアの家の内部（現存せず）
- Mosproekt プラウダ労働者クラブ（建設予定、建てられていない　1932-33 ）
- ソ連重工業人民委員部キスロボーツクのサナトリウム（1937年から1938年、現Ordsonikidse療養）における階段 （写真（1940）：全体のシステム、劇場ステージ、テラスステージ）
- 1937-41 カリーニンのパイオニアの家（写真）

### プロジェクト
1925年
- 農村小屋改善競技設計プロジェクト（第3位）
- イヴァノヴォ（Ivanovo）Gostekstiltrestの労働者と従業員のためのアパートの設計競技プロジェクト（第3位）

1926年
- ミンスク州ベラルーシ国立大学の建築設計競技プロジェクト（購入推奨作品）
- サマルカンドの病院の設計コンテストプロジェクト
- 500人の働くクラブの典型的プロジェクト
- 1000人のための働くクラブの典型的なプロジェクト
- モスクワの新聞「イズベスチア（Izvestia）」の印刷所・プレディプロマ・プロジェクト（アレクサンドル・ヴェスニンのヴフテマスのスタジオ）

印刷会社のプロジェクトは若い建築家連中の個性特性を確実に伝えている。動的なガラス張りのファサードは、比例すると表現力が備わっている。はじめて外部に非金属製のベアリング構造を取り出す方法が用いられている。それにもかかわらず、初期の構成主義には固有の限界があった。
1927年
- レーニン図書館科学研究所のディプロマ・プロジェクト。モスクワ・レーニンヒルズ

このプロジェクトは、1927年にモスクワの近代建築として初の展覧会で展示された。これは広範に大きな印象を与えた。このプロジェクトは建築家のクリエイティブな信条が示され、1920年代後半全ソビエト建築の宣言の一種であると考えられている。
このプロジェクトは、複雑な3次元構成をしている。4,000人の大勢の観客の球形の容積と、書籍保管室の垂直に配置された平行六面体が、針金の平面の上に持ち上げられる。1階建ての建物は、中央のボリュームから公園の3つの方向に行く。建物は同時に静的かつ動的。このプロジェクトは、同時代でのすべての新しい成果を活用。ボールは1つのサポート上に立っており、サポートは基盤に隠されていないが、追加の応力を除去するためヒンジ付で設計されている。サポートはボールから垂直荷重を受け、他のすべての電圧はケーブルに転送される。本保管庫の壁は可能な限り薄く、上部と底部を備えたストレッチでつながれた金属製のトラスの構造に導入されている。
レーニン研究所のプロジェクトは、多くの国で建築出版物を通し、様々なアンソロジーと20世紀の建築についてのレビューで公開され続けている。このほかコロンブスの記念碑のデザインなど、多くのプロジェクトや建物設計はアレクセイ・シューセフの中央世界展のアンサンブル（1929年）、ニューヨーク市庁舎プロジェクト（1939）、トロント ビリョ・レベル（1958年から1965年）、オスカー・ニーマイヤーのブラジリア政府庁舎（1959年-1960年）へ影響を与えた。
- モスクワ レーニンヒルズの映画工場のコンペプロジェクト案

建物の構成 - アトリエ、ボード、ガレージ、ワークショップ、変電所。このプロジェクトの中心には、映画制作の技術という機能があり、プロジェクトをその場所に置くと建築家は2つの公園の間に建物を備えた。1つは南北の方向に伸び、もう1つは風景を配置するための広い領域を表す。工場本館はスタジオで、片面が開いて撮影を続ける。工場のすべてのシェルは単一のスペースを用意するが特に、それらを提示することはできない。一般的なレイアウトは非常に調和しその場所のすべてに追加または減算することはできなかった。これは、カジミール・マレーヴィチの作品を連想させる完全作品であった。
1928年

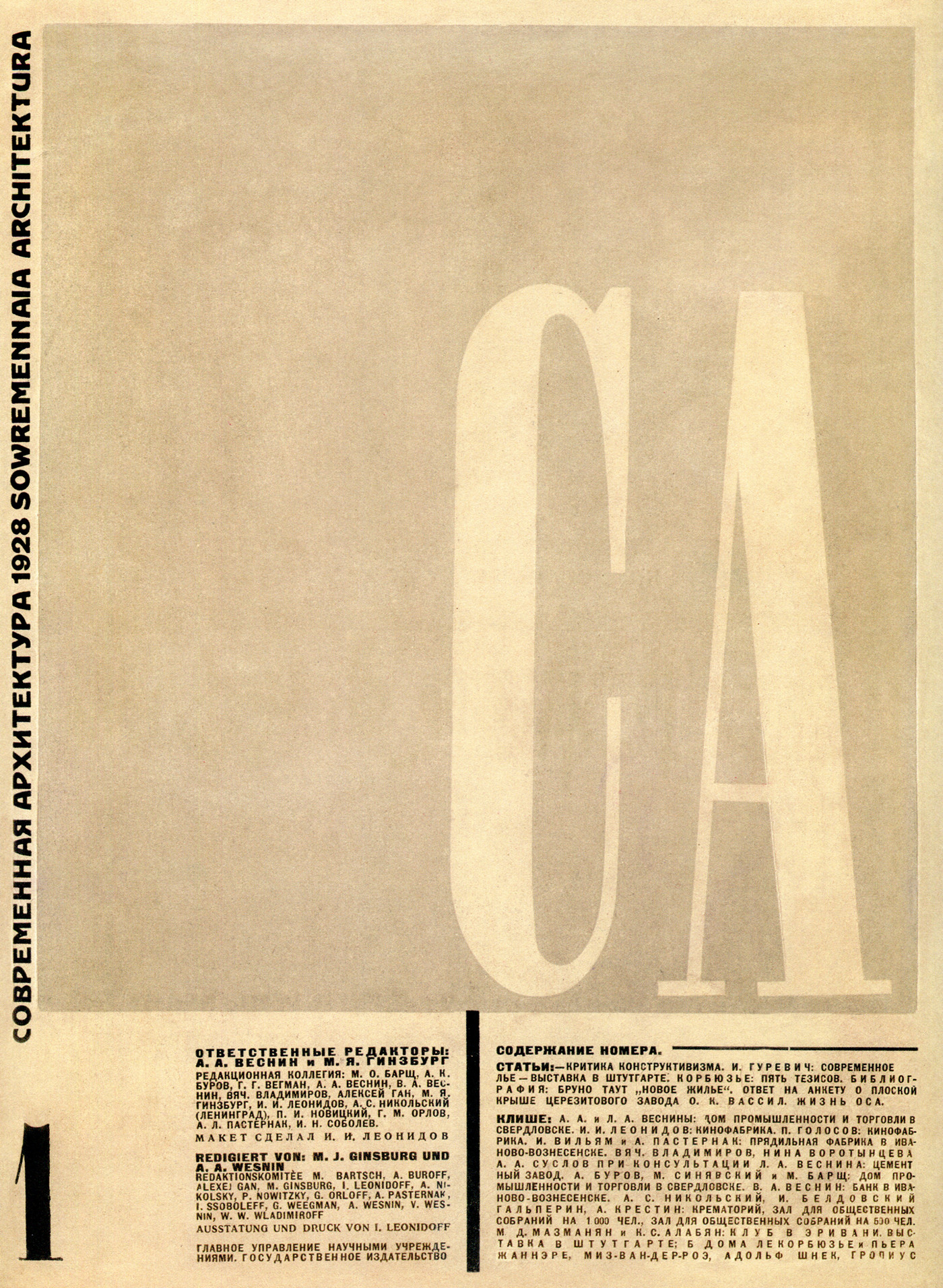
イワン・レオニドフ（Ivan Leonidov）が作った雑誌「近代建築」（1928年1号）の表紙

- モスクワ消費者協同組合（Tsentrosojus）の組合のオフィスビルのための1928年設計競技第一ラウンド用の草案
- 新しいソーシャルタイプのクラブ（変種AとB案）のプロジェクト

これらのプロジェクトは、1929年にOCAの第1回総会で新しいタイプのクラブに関する報告書を説明するために、レオニドフが独自のイニシアチブをとる。一般的に、クラブとその建築のテーマはレオニドフの好きなテーマの1つであった。彼の見解では、社会主義建設の条件にあるクラブは、全面的な人材育成の機会を最大限提供すべきであり、レクリエーションは受動的なものでなければならない。そのため、代わりに伝統的な演劇ホール、任意のアクション（講演会、映画、会議など）にたいする変更を可能にし、プラネタリウムとして使用する施設でも新しいタイプを導入。建物の構図は科学的にタイプを大きな冬の庭、ジム、子供クラブの部屋とし、大規模公園、スポーツ用敷地、大規模デモンストレーション用フィールドの強制的な配置を試みている。
- アルマ・アタの政庁舎設計コンテストプロジェクト案（第三位）
- モスクワ・セントロソワーズハウスのコンペプロジェクト案
- モスクワ映画工場（キノファブリカ）コンペティション応募案
- ロシア産業省庁舎コンペティション案（コンペ開催は1929年）

1929年
- モスクワの工業団地競技設計事業コンペ案（～1930年）
- サントドミンゴ・コロンブス記念碑の競技プロジェクト案
- 統計研究所プロジェクト案
- マグニドゴルスク都市計画（設計競技案、ウチタンの学生グループの指導者。ウヴテイン学生集団と）

1930年
- マグニトゴルスク化学冶金学会の社会主義移住プロジェクト案 - 社会主義都市マグニトゴルスク（ヴフテイン学生グループのディレクター/指揮者）のための競技指導案
- モスクワのプロレタリア地区の文化宮のための建築設計競技案。モスクワ・シモノフ修道院（I-IIツアー）

1931年 - 1933年
- モスクワ地域セルプホフ門プロジェクトの計画と建設
- イガルカの計画と開発のプロジェクト案
- モスクワプロジェクト・クラブプラド「プラウダ」
- モスクワ・エンジニア中央ハウスのインテリアデザイン
- モスクワ・再建のための競技設計プロジェクト案
- モスクワ・エルミタージュガーデンの再開発プロジェクト案

1934年 - 1936年
- 1934年 モスクワ赤の広場にあるモスクワの重工業人民委員会（NCC）競技参加案
- 赤十字社モスクワ人民委員会の競技設計プロジェクト案
- ニジニ・タギルの住宅団地「クリュチ（Klyuchiki）」の計画と建築プロジェクト案
- ウラル山脈ウソリエ（Usolye）プロジェクトの計画と村の建設
- モスクワ近郊ラゾレフスコエ村の計画と開発プロジェクト案
- モスクワのトヴェルスコイ・ブリヴァル（Tverskoi Boulevard）プロジェクト（再開発とガーデニング）
- 180人の代表的な集合農場クラブのコンテストプロジェクト案
- 建築家A.V. ヴラゾフ、K. S. アラビアン、P. Ya. パヴリーノフ、V. A. Favorsky [モスクワ1933-1941の建築/著者 - compN.N.Bronovitskaya- M：Art-XXI世紀、2015年.- P. 213-216 - 320- （モスクワの建築物）- 2500部 - ISBN 978-5-98051-121-0]と協働　モスクワ10つのパイオニアの家と内装（実施）
- モスクワのパルバイネット委員会インテリア（実施）
- サナトリウム "Chaygruzia"プロジェクト
- 1935年 集団農場文化宮計画集合住宅文化宮殿の実験プロジェクト800人収容のホール
- モスクワVoenproektクラブのプロジェクト

1937年 - 1941年
- 1936年 大アルテックのピオネールキャンプ地計画
- 1937年 クリミヤ島リゾート開発計画　クリミア南岸の計画立案と開発
- 1937年-1938年 キスロボッスクのオルゾノキッゼ（Ordzonikidze）療養所の外階段 サナトリウムのいくつかのインテリア。（実現）
- 1938年 サナトリウム付属庭園
- 1939年から1940年 - イズヴェスチヤ計画
- モスクワイズベスチヤ社屋設計コンクールプロジェクト案
- 噴水プロジェクト "クリスタル"
- Narkomtsvetmetレクリエーションパークプロジェクト
- 1937年-1941年 カリーニン(Kalinin)のパイオニア宮殿内装（実現）
- 1941年 ペレコップ英雄記念塔計画

1943年 - 1959年
- プロジェクト "花の島" - キエフの Trukhaniv島の公園
- ヴォルゴグラード(旧Stalingrad）の堤防のプロジェクト
- 記念碑プロジェクト "勝利"
- 記念碑 "スプートニク"の競技設計プロジェクト
- プーシキン通りの再建計画
- 典型的な劇場のプロジェクトファサード
- 典型的な農家のプロジェクト
- マネージュ広場 (モスクワ)の勝利記念碑プロジェクト
- ソビエトの宮殿プロジェクト
- 新しいタイプの家具（デザイン）
- 新しいタイプの照明器具（デザインとサンプル）
- 国連ビルディング複合プロジェクト
- モスクワでの世界展
- ソビエトの宮殿の基盤に関する芸術フォーラムのプロジェクト
- ソビエトの宮殿の基盤に関する盆地プロジェクト
- モスクワのソビエト軍の博物館の内部

- 1950年代 - 「サンシティ」と国連の座席のためのスケッチ草案
- 1957年から1958年 太陽の都計画

EA Bukharova 建築家イワン・レオニドフ「太陽の街」のプロジェクトの出典の問題  //科学の展望。 - 2011年 - Вып 9（24） - P. 93-100 - ISSN 2077-6810 。）によると、レオニドフの近代的研究者観の作品のなかで、太陽の街のプロジェクトが最も魅惑的だとしている。これは彼の最終的な仕事となるが、Ivan Leonidov"（ [電子リソース]。 - I. Korobyinaのプロジェクト - 1枚のCD-ROM。 - M.、2003）によると以前のすべてのプロジェクトを単一のシステムに一般化したものという。この作業案では17世紀のイタリアの哲学者トマソ・カンパネッラによるがしかし、社会主義ユートピアの例示の作業を行っていないなどと、その哲学者がどの建築ジャンルが太陽の都市に属しているかについての共通の意見はない。OI Yayvenは、アーキテクチャ「地上の世界」と「平和の山」、「創造性」を信条のI. Leonidovが、どうやら建築とmythmakingと呼ばれる可能性のある特定のジャンルに関連付けられた特定の融合に注目されており、その方法はどのように宇宙の壁画とイコンという基本的には対象物の画像を分離したアクション、そして言葉はなかった古代の芸術家を構築するために古代の建設者「天の城」のイメージを具現化するよう「I.レオニドフは何かに自分の作品を造った。唯一I.レオニドフのアーキテクチャは、バックグラウンドなしの側近ことができなかった-それは彼のために」太陽の街は、I.レオニドフによって世界の首都であると考えられた。「世界の人々はお互いを理解し、最終的に彼らのアイデンティティと個性を明らかにする」。
研究者の中には、プロジェクト「太陽の街」の境界の時系列的な開始の定義に大きな違いがある。子息であるアンドレイ・レオニドフは、特定の日付を示している。「この案は、ヴォロネジの近くで過酷な戦いの最中、1942年10月初めに誕生した。この時間のフロントノートで残ったシートの最初の - サンシティ（スケマティックプラン）の最初のスケッチがある。」しかし、Selim Omarovich Khan-Magomedovは、自著において1930年代後半からというようにプロジェクトがより早く登場したと考えている。プロジェクト「サンシティ」に取り組む-それは未来のためのプログラムを形成しているかのようで「レオニドフは、うつ病の間に自身のためにつまらない仕事で創造的なコンセントを作成する」としている。最近のイワン・レオニドフの研究プロジェクト、特にIgarkaプロジェクトに基づいて、一部の研究者は1920年代後半に太陽の都市のアイデアが生まれたと結論している。

## 寄稿
- 第1回OSA議会における新しいタイプのソーシャルクラブに関する講演。で：Sovremennayaアーキテクチャ。特許 3. OSA、モスクワ1929、頁 103-110
- 第1回OSA議会で新しいタイプのソーシャルクラブに関する講義についての質問にLeonidovが発言。Sovremennayaアーキテクチャ。特許 3. OSA、モスクワ1929、頁 110-111
- 記念碑の問題に関するノート。In：ソヴレレナナジャ建築。米国特許第 4 OSA、モスクワ1929年、頁 148番目
- 「マグニトゴルスク合併後の社会主義的和解」草案への説明。Sovremennayaアーキテクチャ　特許 3. OSA、モスクワ1930、P1
- 競争プロジェクト「産業の家」に注解。で：Sovremennayaアーキテクチャ。米国特許第 4 OSA、モスクワ1930、P  1
- ドラフト文化宮殿での説明のコメント。で：Sovremennayaアーキテクチャ。米国特許第 5 OSA、モスクワ1930、P  4
- 建築家のパレット。In：Architektura SSSR。 4 号、1934年、 32-33 頁
- 重工業人民委員会（Narkomtiaschprom）のための競争草案に関する説明。In：Architektura SSSR。No.10、1934、p.14
- イワン・レオニドフ：モスクワの建築家に助言スピーチ（1936年2月）。Architecturnaia gasjeta、No.13 [85]、1936年3月3日